# Paratropinus scalptus
Paratropinus scalptus är en skalbaggsart som beskrevs av August Reichensperger 1935. Paratropinus scalptus ingår i släktet Paratropinus och familjen stumpbaggar. Inga underarter finns listade i Catalogue of Life.